# Quân hàm Lực lượng Vũ trang Cách mạng Cuba
Quân hàm Lực lượng vũ trang Cách mạng Cuba là hệ thống cấp bậc của Lực lượng Vũ trang Cách mạng Cuba (tiếng Tây Ban Nha: Fuerzas Armadas Revolucionarias - FAR). Hệ thống quân hàm gồm 2 hệ thống với danh xưng và cấp hiệu riêng biệt: 1 dùng cho Lục quân và Phòng không Không quân, 1 dùng cho Hải quân. Danh xưng quân hàm Cuba chịu ảnh hưởng từ danh xưng hệ thống cấp bậc quân sự của Tây Ban Nha.

## Lịch sử
Sau khi Cách mạng Cuba thành công, công cuộc hợp nhất và cải tổ lực lượng vũ trang của Cuba được thực hiện, dựa trên nòng cốt của quân nổi dậy của Phong trào 26 tháng 7. Tổ chức của quân đội Cuba cũ dưới thời của nhà độc tài Fulgencio Batista nhất loạt bị giải thể. Quân đội Cuba mới không sử dụng hệ thống cấp bậc quân sự cũ nhằm triệt để bãi bỏ sự phân cấp bất bình đẳng trong quân đội. Ngoại lệ duy nhất là danh hiệu Chỉ huy Cách mạng (Comandante de la Revolución), vốn xuất hiện trong Cách mạng Cuba, để tôn vinh cho các chỉ huy cao cấp của quân nổi dậy. Riêng Fidel Castro được tôn phong với danh hiệu Tổng tư lệnh (Comandante en Jefe) trong số các Chỉ huy Cách mạng, một hình thái thừa nhận vị trí chỉ huy tối cao của ông trong lực lượng cách mạng. Cấp bậc này bị bãi bỏ sau khi Fidel Castro qua đời năm 2016.
Sau khi quân đội Cuba mới được thành lập, danh hiệu Chỉ huy Cách mạng được giữ lại cho một số người được tôn phong danh hiệu này trước cách mạng (cho đến năm 1958), và một số ít người đã tôn phong trong những tháng đầu năm 1959. Sau năm 1959, danh hiệu không còn được tôn phong cho bất kỳ ai.

## Thập niên 1970
Lực lượng vũ trang Cách mạng Cuba được chính thức thành lập ngày 2 tháng 12 năm 1961. Quy mô của quân đội Cuba mới nhanh chóng mở rộng đến hàng trăm ngàn người. Tuy nhiên, mãi đến năm 1970, một hệ thống cấp bậc quân sự mới được hình thành, dùng cho Lục quân và Hải quân. Tuy nhiên, do quy mô mở rộng, các cấp bậc chỉ huy cao cấp như Chỉ huy Lữ đoàn (Comandante de Brigada), Chỉ huy Sư đoàn (Comandante de División)... gây nhiều nhầm lẫn.
Nếu như hệ thống cấp hiệu của Lục quân chịu ảnh hưởng của truyền thống Tây Ban Nha thì cấp hiệu Hải quân chịu ảnh hưởng của Liên Xô do những hỗ trợ của Liên Xô nhằm giúp Cuba xây dựng lực lượng hải quân.

### Lục quân
Chỉ huy cao cấp
- Chỉ huy Lục quân (Comandante de Ejército)
- Chỉ huy Quân đoàn (Comandante de Cuerpo)
- Chỉ huy Sư đoàn (Comandante de División)
- Chỉ huy Lữ đoàn (Comandante de Brigada)

Chỉ huy trung cấp
- Chỉ huy cấp cao (Primer Comandante)
- Chỉ huy (Comandante)
- Phó chỉ huy (Mayor)

Chỉ huy sơ cấp
- Đội trưởng cấp cao (Primer Capitán)
- Đội trưởng (Capitán)
- Đội phó cấp cao (Primer Teniente)
- Đội phó (Teniente)

Hạ sĩ quan
- Chuẩn sĩ quan (Alférez)
- Trung sĩ hạng nhất (Sargento de Primera)
- Trung sĩ hạng nhì (Sargento de Segunda)
- Trung sĩ hạng ba (Sargento de Tercera)
- Hạ sĩ (Cabo)

Binh sĩ
- Binh nhất (Soldado de Primera)
- Binh nhì (Soldado de Segunda)

### Hải quân
Chỉ huy cao cấp
- Đô đốc (Almirante)
- Phó đô đốc (Vicealmirante)
- Chuẩn đô đốc (Contralmirante)

Chỉ huy trung cấp
- Chỉ huy cấp cao (Primer Comandante)
- Chỉ huy (Comandante)
- Phó chỉ huy (Mayor)

Chỉ huy sơ cấp
- Thuyền trưởng Hạm đội (Teniente de Flotila)
- Thuyền trưởng Hải dương (Teniente de Navío)
- Thuyền trưởng Khinh hạm (Teniente de Fragata)
- Thuyền trưởng Hộ tống hạm (Teniente de Corbeta)

Hạ sĩ quan
- Chuẩn sĩ quan (Alférez)
- Trung sĩ hạng nhất (Sargento de Primera)
- Trung sĩ hạng nhì (Sargento de Segunda)
- Trung sĩ hạng ba (Sargento de Tercera)
- Hạ sĩ (Cabo)

Binh sĩ
- Binh nhất (Soldado de Primera)
- Binh nhì (Soldado de Segunda)

## Giai đoạn 1980-1999
Dưới ảnh hưởng to lớn của Liên Xô, quân đội Cuba cải tổ thành đội quân chuyên nghiệp và chính quy. Hệ thống quân hàm cũng được cải tiến, thay đổi danh xưng để tránh nhầm lẫn ở các cấp bậc cao cấp. Hệ thống cấp hiệu được thay đổi chịu ảnh hưởng rõ nét của cấp hiệu Liên Xô. Quân chủng Phòng không Không quân được thành lập, sử dụng hệ thống cấp hiệu riêng, dù danh xưng quân hàm vẫn dùng chung với Lục quân.

### Lục quân và Phòng không Không quân
Chỉ huy cao cấp
- Đại tướng (General de Ejército)
- Thượng tướng (General de Cuerpo de Ejército)
- Trung tướng (General de División)
- Thiếu tướng (General de Brigada)

Chỉ huy trung cấp
- Đại tá (Coronel)
- Trung tá (Teniente Coronel)
- Thiếu tá (Mayor)

Chỉ huy sơ cấp
- Đại úy (Capitán)
- Thượng úy (Primer Teniente)
- Trung úy (Teniente)
- Thiếu úy (Subteniente)

Hạ sĩ quan
- Chuẩn úy cao cấp (Primer Sub-Oficial)
- Chuẩn úy (Sub-Oficial)
- Thượng sĩ (Sargento de Primera)
- Trung sĩ (Sargento de Segunda)
- Hạ sĩ (Sargento de Tercera)

Binh sĩ
- Binh nhất (Soldado de Primera)
- Binh nhì (Soldado)

### Hải quân
Chỉ huy cao cấp
- Đô đốc (Almirante)
- Phó đô đốc (Vicealmirante)
- Chuẩn đô đốc (Contralmirante)

Chỉ huy trung cấp
- Đại tá (Capitán de Navío)
- Trung tá (Capitán de Fragata)
- Thiếu tá (Capitán de Corbeta)

Chỉ huy sơ cấp
- Đại úy (Teniente de Navío)
- Thượng úy (Teniente de Fragata)
- Trung úy (Teniente de Corbeta)
- Thiếu úy (Alférez)

Hạ sĩ quan
- Chuẩn úy cao cấp (Primer Sub-Oficial)
- Chuẩn úy (Sub-Oficial)
- Thượng sĩ (Sargento de Primera)
- Trung sĩ (Sargento de Segunda)
- Hạ sĩ (Sargento de Tercera)

Binh sĩ
- Thủy binh nhất (Marinero de Primera)
- Thủy binh (Marinero)

## Từ 2000 đến nay
Từ năm 2000, Cuba cải tổ lại hệ thống quân hàm. Hệ thống cấp hiệu thay đổi gần như trở lại giống giai đoạn thập niên 1970, dù vẫn còn một ít ảnh hưởng của cấp hiệu Liên Xô trước đây. Quân chủng Phòng không Không quân không sử dụng hệ thống cấp hiệu riêng mà dùng chung với Lục quân. Danh xưng quân hàm Hải quân có thay đổi chút ít ở cấp bậc Hạ sĩ quan.
Danh hiệu Chỉ huy Cách mạng được công nhận chính thức là một cấp bậc danh dự ngang với cấp Đại tướng, với cấp hiệu riêng. Chỉ còn một số ít Chỉ huy Cách mạng được công nhận cấp bậc danh dự này.

### Lục quân và Phòng không Không quân
Chỉ huy cao cấp
- Đại tướng (General de Ejército)
- Thượng tướng (General de Cuerpo de Ejército)
- Trung tướng (General de División)
- Thiếu tướng (General de Brigada)

Chỉ huy trung cấp
- Đại tá (Coronel)
- Trung tá (Teniente Coronel)
- Thiếu tá (Mayor)

Chỉ huy sơ cấp
- Đại úy (Capitán)
- Thượng úy (Primer Teniente)
- Trung úy (Teniente)
- Thiếu úy (Subteniente)

Hạ sĩ quan
- Chuẩn úy cao cấp (Mayor Sub-Oficial)
- Chuẩn úy hạng nhất (Primer Sub-Oficial)
- Chuẩn úy hạng nhì (Segundo Sub-Oficial)
- Chuẩn úy hạng ba (Sub-Oficial)
- Thượng sĩ (Sargento de Primera)
- Trung sĩ (Sargento de Segunda)
- Hạ sĩ (Sargento de Tercera)

Binh sĩ
- Binh nhất (Soldado de Primera)
- Binh nhì (Soldado)

### Hải quân
Chỉ huy cao cấp
- Đô đốc (Almirante)
- Phó đô đốc (Vicealmirante)
- Chuẩn đô đốc (Contralmirante)

Chỉ huy trung cấp
- Đại tá (Capitán de Navío)
- Trung tá (Capitán de Fragata)
- Thiếu tá (Capitán de Corbeta)

Chỉ huy sơ cấp
- Đại úy (Teniente de Navío)
- Thượng úy (Teniente de Fragata)
- Trung úy (Teniente de Corbeta)
- Thiếu úy (Alférez)

Hạ sĩ quan
- Chuẩn úy cao cấp (Primer Sub-Oficial)
- Chuẩn úy (Sub-Oficial)
- Thượng sĩ (Sargento de Primera)
- Trung sĩ (Sargento de Segunda)
- Hạ sĩ (Sargento de Tercera)

Binh sĩ
- Thủy binh nhất (Marinero de Primera)
- Thủy binh (Marinero)

## Quân hàm hiện tại

### Sĩ quan
| Lực lượng Vũ trang Cách mạng Cuba               |                                            |                                               |                               |                                            |                                            |                                 |                                 |                                |                                |                             |                           |                           |                             |                             |                             |                             |                           |                           |                               |                               |                              |                              |                      |                  |                |                |
| Comandante en Jefe Tổng Tư lệnh                 | Comandante en Jefe Tổng Tư lệnh            | Comandante de la Revolución Tư lệnh Cách mạng | General de Ejército Đại tướng | General de Cuerpo de Ejército Thượng tướng | General de Cuerpo de Ejército Thượng tướng | General de División Trung tướng | General de División Trung tướng | General de Brigada Thiếu tướng | General de Brigada Thiếu tướng | Coronel Đại tá              | Coronel Đại tá            | Teniente Coronel Trung tá | Teniente Coronel Trung tá   | Mayor Thiếu tá              | Mayor Thiếu tá              | Capitán Đại úy              | Capitán Đại úy            | Primer Teniente Thượng úy | Primer Teniente Thượng úy     | Teniente Trung úy             | Teniente Trung úy            | Subteniente Thiếu úy         | Subteniente Thiếu úy | Cadet Học viên   | Cadet Học viên |                |
| Hải quân Cách mạng Cuba                         | Không có tương đương                       | Không có tương đương                          | Không có tương đương          | Không có tương đương                       |                                            |                                 |                                 |                                |                                |                             |                           |                           |                             |                             |                             |                             |                           |                           |                               |                               |                              |                              |                      |                  |                |                |
| Hải quân Cách mạng Cuba                         | Không có tương đương                       | Không có tương đương                          | Không có tương đương          | Không có tương đương                       | Almirante Đô đốc                           | Almirante Đô đốc                | Vicealmirante Phó Đô đốc        | Vicealmirante Phó Đô đốc       | Contralmirante Chuẩn Đô đốc    | Contralmirante Chuẩn Đô đốc | Capitán de Navío Đại tá   | Capitán de Navío Đại tá   | Capitán de Fragata Trung tá | Capitán de Fragata Trung tá | Capitán de Corbeta Thiếu tá | Capitán de Corbeta Thiếu tá | Teniente de Navío Đại úy  | Teniente de Navío Đại úy  | Teniente de Fragata Thượng úy | Teniente de Fragata Thượng úy | Teniente de Corbeta Trung úy | Teniente de Corbeta Trung úy | Alférez Thiếu úy     | Alférez Thiếu úy | Cadet Học viên | Cadet Học viên |
| Lực lượng Phòng không Không quân Cách mạng Cuba | Không có tương đương                       | Không có tương đương                          | Không có tương đương          | Không có tương đương                       |                                            |                                 |                                 |                                |                                |                             |                           |                           |                             |                             |                             |                             |                           |                           |                               |                               |                              |                              |                      |                  |                |                |
| General de Cuerpo de Ejército Thượng tướng      | General de Cuerpo de Ejército Thượng tướng | Không có tương đương                          | Không có tương đương          | Không có tương đương                       | General de División Trung tướng            | General de División Trung tướng | General de Brigada Thiếu tướng  | General de Brigada Thiếu tướng | Coronel Đại tá                 | Coronel Đại tá              | Teniente Coronel Trung tá | Teniente Coronel Trung tá | Mayor Thiếu tá              | Mayor Thiếu tá              | Capitán Đại úy              | Capitán Đại úy              | Primer Teniente Thượng úy | Primer Teniente Thượng úy | Teniente Trung úy             | Teniente Trung úy             | Subteniente Thiếu úy         | Subteniente Thiếu úy         | Cadet Học viên       | Cadet Học viên   |                |                |

### Hạ sĩ quan
| Lực lượng Vũ trang Cách mạng Cuba               |                                  |                                  |                                  |                                  |                                  |                                  |                      |                      |                                   |                                   |                                  |                                  |                                  |                                  |                                  |                                  |                                 |                                 |                                 |                                 |                                 |                                 | Không có tương đương | Không có tương đương | Không có tương đương | Không có tương đương |            |            | Không có tương đương | Không có tương đương | Không có tương đương | Không có tương đương | Không có tương đương | Không có tương đương | Không có phù hiệu | Không có phù hiệu |
| Lực lượng Vũ trang Cách mạng Cuba               | Mayor suboficial Thượng sĩ chính | Mayor suboficial Thượng sĩ chính | Primer suboficial Thượng sĩ nhất | Primer suboficial Thượng sĩ nhất | Segundo suboficial Thượng sĩ hai | Segundo suboficial Thượng sĩ hai | Suboficial Thượng sĩ | Suboficial Thượng sĩ | Sargento de primera Trung sĩ nhất | Sargento de primera Trung sĩ nhất | Sargento de Segunda Trung sĩ hai | Sargento de Segunda Trung sĩ hai | Sargento de Segunda Trung sĩ hai | Sargento de Segunda Trung sĩ hai | Sargento de Segunda Trung sĩ hai | Sargento de Segunda Trung sĩ hai | Sargento de Tercera Trung sĩ ba | Sargento de Tercera Trung sĩ ba | Sargento de Tercera Trung sĩ ba | Sargento de Tercera Trung sĩ ba | Sargento de Tercera Trung sĩ ba | Sargento de Tercera Trung sĩ ba | Không có tương đương | Không có tương đương | Không có tương đương | Không có tương đương | Cabo Hạ sĩ | Cabo Hạ sĩ | Không có tương đương | Không có tương đương | Không có tương đương | Không có tương đương | Không có tương đương | Không có tương đương | Soldado Binh      | Soldado Binh      |
| Hải quân Cách mạng Cuba                         |                                  |                                  |                                  |                                  |                                  |                                  |                      |                      |                                   |                                   |                                  |                                  |                                  |                                  |                                  |                                  |                                 |                                 |                                 |                                 |                                 |                                 | Không có tương đương | Không có tương đương | Không có tương đương | Không có tương đương |            |            | Không có phù hiệu    | Không có phù hiệu    | Không có phù hiệu    | Không có phù hiệu    | Không có phù hiệu    | Không có phù hiệu    | Không có phù hiệu | Không có phù hiệu |
| Hải quân Cách mạng Cuba                         | Primer Suboficial                | Primer Suboficial                | Primer Suboficial                | Segundo Suboficial               | Segundo Suboficial               | Segundo Suboficial               | Suboficial           | Suboficial           | Sargento primero                  | Sargento primero                  | Sargento de Segunda              | Sargento de Segunda              | Sargento de Segunda              | Sargento de Segunda              | Sargento de Segunda              | Sargento de Segunda              | Sargento de Tercera             | Sargento de Tercera             | Sargento de Tercera             | Sargento de Tercera             | Sargento de Tercera             | Sargento de Tercera             | Không có tương đương | Không có tương đương | Không có tương đương | Không có tương đương | Cabo       | Cabo       | Marinero de primera  | Marinero de primera  | Marinero de primera  | Marinero de primera  | Marinero de primera  | Marinero de primera  | Marinero          | Marinero          |
| Lực lượng Phòng không Không quân Cách mạng Cuba |                                  |                                  |                                  |                                  |                                  |                                  |                      |                      |                                   |                                   |                                  |                                  |                                  |                                  |                                  |                                  |                                 |                                 |                                 |                                 |                                 |                                 | Không có tương đương | Không có tương đương | Không có tương đương | Không có tương đương |            |            | Không có tương đương | Không có tương đương | Không có tương đương | Không có tương đương | Không có tương đương | Không có tương đương | Không có phù hiệu | Không có phù hiệu |
| Lực lượng Phòng không Không quân Cách mạng Cuba | Primer suboficial                | Primer suboficial                | Primer suboficial                | Segundo suboficial               | Segundo suboficial               | Segundo suboficial               | Suboficial           | Suboficial           | Sargento de primera               | Sargento de primera               | Sargento de Segunda              | Sargento de Segunda              | Sargento de Segunda              | Sargento de Segunda              | Sargento de Segunda              | Sargento de Segunda              | Sargento de Tercera             | Sargento de Tercera             | Sargento de Tercera             | Sargento de Tercera             | Sargento de Tercera             | Sargento de Tercera             | Không có tương đương | Không có tương đương | Không có tương đương | Không có tương đương | Cabo       | Cabo       | Không có tương đương | Không có tương đương | Không có tương đương | Không có tương đương | Không có tương đương | Không có tương đương | Soldado           | Soldado           |